# 夢の憂橋
『夢の憂橋』（ゆめのうきはし）は、江戸時代、大田南畝の著作。
文化4年（1807年）、深川八幡宮の祭礼は8月15日に行われる予定だったが、雨天のために19日に延期となった。しかし、当日永代橋が落ち、多くの死傷者がでた（永代橋崩落事故）。本書はこのことに関する様々な記事、風聞を集めたもので、著者自身が収集したものと知友からの伝聞とからなる。深川八幡宮の由来も記している。
燕石十種に収録されている。同じく燕石十種に収録されている「夢の浮橋附録」は鎌倉の酒商人・豊島屋十右衛門の編述で、このことの絵入りの記録で、命名は大田南畝による。